# 油榨街道
油榨街道是中华人民共和国贵州省貴陽市南明区下辖的一个街道办事处。
2012年8月14日，贵阳市人民政府通知决定撤销49个街道办事处，设立90个社区服务中心。
2020年1月10日，贵阳市人民政府通知决定撤销社区服务中心，恢复设立街道办事处（2012年前称油榨街街道）。

## 行政区划
油榨街道下辖以下村级行政区划单位：
东新区路社区、青年路社区、冶金大院社区、冶金路社区、东宝花园社区、雨高桥社区、富源北路社区、油榨街社区、南兴巷社区、蓑草路社区、嘉润路社区、南岳路社区、粑粑街社区、南浦路社区、市南路社区、团坡桥社区。